# مارکوس واسمایر
مارکوس واسمایر (انگلیسی: Markus Wasmeier؛ زادهٔ ۹ سپتامبر ۱۹۶۳) اسکی‌باز آلپاین اهل آلمان بود.